# Sci alpino ai XXI Giochi olimpici invernali
Le gare di sci alpino ai XXI Giochi olimpici invernali di Vancouver in Canada si sono svolte dal 13 al 27 febbraio 2010 nella località di Whistler Mountain a circa 125 km a nord di Vancouver. Sono state disputate cinque competizioni maschili ed altrettante femminili, nelle seguenti discipline: slalom, gigante, supergigante, discesa e supercombinata.

## Qualificazioni
La lista del punteggio FIS che ha determinato la partecipazione ai Giochi olimpici è quella del 18 gennaio 2010.

### Contingenti massimi
Il regolamento ha previsto un massimo di 320 atleti complessivi per lo sci alpino. Ogni comitato olimpico nazionale non ha potuto schierare più di quattro atleti per evento per un totale complessivo di ventidue sciatori, con un ulteriore limite di quattordici uomini e quattordici donne.

### Standard di qualificazione
Gli sciatori per qualificarsi dovevano rientrare in una delle seguenti categorie:
- Standard di qualificazione "A": di cui facevano parte gli atleti inseriti tra i primi 500 della lista FIS. Per la discesa, il super-G e la supercombinata i partecipanti dovevano possedere almeno 120 punti FIS.
- Standard di qualificazione "B": se il comitato olimpico nazionale non aveva sciatori o sciatrici rientranti nei parametri dello standard A, poteva iscrivere un atleta solo alle gare di slalom o gigante a condizione che lo stesso avesse non meno di 140 punti FIS nella specialità e abbia preso parte ai Mondiali di sci alpino 2009.

### Nazione ospitante
Alla nazione ospitante (il Canada) spettava di diritto l'iscrizione di un atleta per specialità. Nel caso in cui non avesse avuto sciatori in grado di rientrare nello standard "A" avrebbe potuto schierarne uno di standard B (quest'ultimo, a differenza di quanto previsto per le altre nazioni, poteva partecipare non solo a slalom e gigante, ma a ogni evento).

### Suddivisioni delle quote
Per poter rientrare nei parametri previsti (320 atleti totali con un massimo di 22 per nazionale), le quote degli atleti sono state distribuite nel seguente modo:

#### Quota minima
Ad ogni nazione è stata assegnata una quota minima di uno sciatore e una sciatrice, provvisti entrambi di uno dei requisiti standard.

#### Comitati olimpici con atleti nella top-500
Ogni nazione che aveva almeno un atleta tra i primi 500 della lista FIS in una qualsiasi specialità aveva diritto ad un ulteriore posto.

#### Comitati olimpici con atleti nella top-30
Ad ogni nazione con atleti tra i migliori 30 della classifica FIS sono stati assegnati posti addizionali, fino ad un massimo di quattro, secondo le regole seguenti:
- 1 posto se uno sciatore era nella top-30 di una specialità, oppure
- 2 posti se uno sciatore era nella top-30 di due o più specialità e un altro atleta è nella top-30 di una qualsiasi specialità

e
- 1 posto se una sciatrice era nella top-30 di una specialità, oppure
- 2 posti se una sciatrice era nella top-30 di due o più specialità e un'altra atleta è nella top-30 di una qualsiasi specialità

#### Posti rimanenti
I posti rimanenti eventualmente a disposizione sono stati assegnati tramite un'apposita lista del punteggio FIS pubblicata il 18 gennaio 2010. Le quote vacanti sono state distribuite partendo dalle prime posizioni della lista fino al riempimento dei 320 posti disponibili, mentre ogni nazione ha smesso di ricevere quote al raggiungimento dei 22 atleti.

## Calendario
| Uomini | Discesa libera Rinviata |                          | Discesa libera | Super-combinata Rinviata |                |                 | Super-g |         | Super-combinata |  | Slalom gigante |                |  |                 | Slalom speciale | 5  |
| Donne  |                         | Super-combinata Rinviata |                |                          | Discesa libera | Super-combinata |         | Super-g |                 |  |                | Slalom gigante |  | Slalom speciale |                 | 5  |
| Totale | 1                       | 1                        |                | 1                        | 1              |                 | 1       | 1       | 1               |  |                | 1              |  | 1               | 1               | 10 |

## Podi

### Uomini
| Evento                     | Oro                | Tempo   | Argento            | Tempo   | Bronzo             | Tempo   |
| Discesa libera (dettagli)  | Didier Défago      | 1'54"31 | Aksel Lund Svindal | 1'54"38 | Bode Miller        | 1'54"40 |
| Supergigante (dettagli)    | Aksel Lund Svindal | 1'30"34 | Bode Miller        | 1'30"62 | Andrew Weibrecht   | 1'30"65 |
| Slalom gigante (dettagli)  | Carlo Janka        | 2'37"83 | Kjetil Jansrud     | 2'38"22 | Aksel Lund Svindal | 2'38"44 |
| Slalom speciale (dettagli) | Giuliano Razzoli   | 1'39"32 | Ivica Kostelić     | 1'39"48 | André Myhrer       | 1'39"76 |
| Supercombinata (dettagli)  | Bode Miller        | 2'44"92 | Ivica Kostelić     | 2'45"25 | Silvan Zurbriggen  | 2'45"32 |

### Donne
| Evento                     | Oro                 | Tempo   | Argento        | Tempo   | Bronzo          | Tempo   |
| Discesa libera (dettagli)  | Lindsey Vonn        | 1'44"19 | Julia Mancuso  | 1'44"75 | Elisabeth Görgl | 1'45"65 |
| Supergigante (dettagli)    | Andrea Fischbacher  | 1'20"14 | Tina Maze      | 1'20"63 | Lindsey Vonn    | 1'20"88 |
| Slalom gigante (dettagli)  | Viktoria Rebensburg | 2'27"11 | Tina Maze      | 2'27"15 | Elisabeth Görgl | 2'27"25 |
| Slalom speciale (dettagli) | Maria Riesch        | 1'42"89 | Marlies Schild | 1'43"32 | Šárka Záhrobská | 1'43"90 |
| Supercombinata (dettagli)  | Maria Riesch        | 2'09"14 | Julia Mancuso  | 2'10"08 | Anja Pärson     | 2'10"19 |

## Medagliere
| Posizione | Paese       |    |    |    | Totale |
| --------- | ----------- | -- | -- | -- | ------ |
| 1         | Germania    | 3  | 0  | 0  | 3      |
| 2         | Stati Uniti | 2  | 3  | 3  | 8      |
| 3         | Svizzera    | 2  | 0  | 1  | 3      |
| 4         | Norvegia    | 1  | 2  | 1  | 4      |
| 5         | Austria     | 1  | 1  | 2  | 4      |
| 6         | Italia      | 1  | 0  | 0  | 1      |
| 7         | Croazia     | 0  | 2  | 0  | 2      |
| 7         | Slovenia    | 0  | 2  | 0  | 2      |
| 9         | Svezia      | 0  | 0  | 2  | 2      |
| 10        | Rep. Ceca   | 0  | 0  | 1  | 1      |
| Totale    | Totale      | 10 | 10 | 10 | 30     |